# بولاتوو (سرزمین آلتای)
بولاتوو (به لاتین: Bulatovo) یک منطقهٔ مسکونی در روسیه است که در سرزمین آلتای واقع شده‌است.